# Cristian Deville
Pour les articles homonymes, voir Deville.
Cristian Deville, né le 3 janvier 1981 à Cavalese, dans le Trentin-Haut-Adige, est un skieur alpin italien.

## Biographie
Chez les juniors, il obtient une médaille de bronze en slalom aux Mondiaux 2001 de la catégorie.
Cristian Deville participe à sa première course en Coupe du monde de ski alpin en janvier 2003 lors d'un slalom à Kranjska Gora. Il marque ses premiers points en février 2004 en slalom à St. Anton.
Mis à part le slalom, il n'a participé qu'à deux courses d'une autre discipline : un slalom géant en décembre 2006 à Beaver Creek et un super-combiné en février 2011 à Bansko, mais il n'a terminé aucune des deux courses.
Lors du slalom initial de la saison 2011-2012, le 8 décembre 2011 à Beaver Creek, il obtient son premier podium en Coupe du monde (2e). Il confirme son bon début de saison en obtenant la troisième place lors du slalom de Flachau le 19 décembre 2011. Un mois plus tard, il s'impose pour la première fois en Coupe du monde à l'occasion du slalom de Kitzbühel, battant de plus de sept dixièmes Mario Matt et Ivica Kostelić.
Il participe aux Jeux olympiques d'hiver de 2010, mais me termine pas le slalom.
Aux Championnats du monde 2011, il se place septième du slalom.
Il se retire de l'équipe nationale après la saison 2017-2018.

## Palmarès

### Jeux olympiques d'hiver
| Épreuve / Édition | Vancouver 2010 |
| Slalom            | Abandon        |

### Championnats du monde
| Épreuve / Édition | Bormio 2005 | Åre 2007 | Garmisch-Partenkirchen 2011 |
| Slalom            | Abandon     | Abandon  | 7e                          |

### Coupe du monde
- Meilleur classement général : 23e en 2012.
- 4 podiums dont 1 victoire.

#### Différents classements en Coupe du monde
| Année/Classement | Année/Classement | Général | Général | Descente | Descente | Slalom | Slalom | Slalom géant | Slalom géant | Super G | Super G | Combiné | Combiné |
| ---------------- | ---------------- | ------- | ------- | -------- | -------- | ------ | ------ | ------------ | ------------ | ------- | ------- | ------- | ------- |
| Année/Classement | Année/Classement | Class.  | Points  | Class.   | Points   | Class. | Points | Class.       | Points       | Class.  | Points  | Class.  | Points  |
| 2004             | 2004             | 121e    | 13      | -        | -        | 51e    | 13     | -            | -            | -       | -       | -       | -       |
| 2005             | 2005             | 84e     | 55      | -        | -        | 31e    | 55     | -            | -            | -       | -       | -       | -       |
| 2006             | 2006             | 74e     | 72      | -        | -        | 27e    | 72     | -            | -            | -       | -       | -       | -       |
| 2007             | 2007             | 54e     | 133     | -        | -        | 17e    | 133    | -            | -            | -       | -       | -       | -       |
| 2008             | 2008             | 39e     | 235     | -        | -        | 11e    | 235    | -            | -            | -       | -       | -       | -       |
| 2009             | 2009             | 86e     | 59      | -        | -        | 30e    | 59     | -            | -            | -       | -       | -       | -       |
| 2010             | 2010             | 83e     | 61      | -        | -        | 27e    | 61     | -            | -            | -       | -       | -       | -       |
| 2011             | 2011             | 36e     | 246     | -        | -        | 11e    | 246    | -            | -            | -       | -       | -       | -       |
| 2012             | 2012             | 23e     | 465     | -        | -        | 4e     | 465    | -            | -            | -       | -       | -       | -       |
| 2013             | 2013             | 73e     | 81      | -        | -        | 25e    | 81     | -            | -            | -       | -       | -       | -       |
| 2014             | 2014             | 93e     | 41      | -        | -        | 34e    | 41     | -            | -            | -       | -       | -       | -       |
| 2015             | 2015             | 109e    | 31      | -        | -        | 34e    | 31     | -            | -            | -       | -       | -       | -       |
| 2018             | 2018             | 127e    | 16      | -        | -        | 42e    | 16     | -            | -            | -       | -       | -       | -       |

#### Détail des victoires
| Saison / Épreuve | Slalom    | Total |
| 2012             | Kitzbühel | 1     |
| Total            | 1         | 1     |

(État au 22 janvier 2012)

### Coupe d'Europe
- 6 podiums.

| Année/Classement | Année/Classement | Général | Général | Descente | Descente | Slalom | Slalom | Slalom géant | Slalom géant | Super G | Super G | Combiné | Combiné |
| ---------------- | ---------------- | ------- | ------- | -------- | -------- | ------ | ------ | ------------ | ------------ | ------- | ------- | ------- | ------- |
| Année/Classement | Année/Classement | Class.  | Points  | Class.   | Points   | Class. | Points | Class.       | Points       | Class.  | Points  | Class.  | Points  |
| 2002             | 2002             | 139e    | 28      | -        | -        | 58e    | 28     | -            | -            | -       | -       | -       | -       |
| 2003             | 2003             | 55e     | 148     | -        | -        | 22e    | 120    | 60e          | 28           | -       | -       | -       | -       |
| 2004             | 2004             | 34e     | 230     | -        | -        | 11e    | 230    | -            | -            | -       | -       | -       | -       |
| 2005             | 2005             | 83e     | 92      | -        | -        | 32e    | 92     | -            | -            | -       | -       | -       | -       |
| 2006             | 2006             | 41e     | 187     | -        | -        | 12e    | 187    | -            | -            | -       | -       | -       | -       |
| 2007             | 2007             | 85e     | 59      | -        | -        | 33e    | 59     | -            | -            | -       | -       | -       | -       |
| 2008             | 2008             | 204e    | 11      | -        | -        | 83e    | 11     | -            | -            | -       | -       | -       | -       |
| 2009             | 2009             | 151e    | 18      | -        | -        | 63e    | 18     | -            | -            | -       | -       | -       | -       |
| 2010             | 2010             | 106e    | 70      | -        | -        | 44e    | 70     | -            | -            | -       | -       | -       | -       |
| 2011             | 2011             | 186e    | 8       | -        | -        | -      | -      | 62e          | 8            | -       | -       | -       | -       |
| 2012             | 2012             | 113e    | 60      | -        | -        | 42e    | 60     | -            | -            | -       | -       | -       | -       |
| 2013             | 2013             | 117e    | 60      | -        | -        | -      | -      | 45e          | 60           | -       | -       | -       | -       |
| 2014             | 2014             | 140e    | 31      | -        | -        | 77e    | 11     | 55e          | 20           | -       | -       | -       | -       |
| 2015             | 2015             | 43e     | 197     | -        | -        | -      | -      | 10e          | 197          | -       | -       | -       | -       |
| 2017             | 2017             | 99e     | 80      | -        | -        | 33e    | 80     | -            | -            | -       | -       | -       | -       |
| 2018             | 2018             | 118e    | 56      | -        | -        | -      | -      | 41e          | 56           | -       | -       | -       | -       |

### Championnats du monde junior
- Verbier 2001 :
  -  Médaille de bronze en slalom.

### Championnats d'Italie
- Champion du slalom en 2005.